# Isabel Banal i Xifré
Isabel Banal i Xifré   (Castellfollit de la Roca, 21 de març de 1963) és una artista catalana, que viu entre Barcelona i Abella de la Conca.
Va estudiar Belles Arts a la Universitat de Barcelona, on es va llicenciar el 1986. Des de 1990 és professora de l'Escola Massana. La seva obra analitza la relació entre el món de la natura i el món urbà, contraposant el que és natural de l'artificial, interessada des de sempre en el paisatge, com a component místic de la natura. L'ús del color blanc és un dels trets característics dels seus treballs, on representa sovint tant silenci com revelació.
Entre molts altres projectes, va dissenyar la portada del número 400 de la revista L'Avenç. El 2008 va publicar el llibre El paisatge d'Olot. La construcció literària de la Garrotxa, amb Margarida Casacuberta.

## Exposicions destacades
- 1993 - De pintures i pastures (1990-1993). Sala 14. Museu de la Garrotxa. Olot.
- 1996 - L'Artista convidat. Museu d'Art. Girona.
- 2002 - Sense revelar. Espai Zero1. Olot.
- 2004 - Feix petit pel camí creix. Sala Fortuny. Centre de Lectura. Reus.
- 2006 - A peu. Palau Solterra. Fundació Vila Casas, Torroella de Montgrí.
- 2011 - La maleta [blava] de W.B. Sala Walter Benjamin, Portbou.
- 2020- En el nom de la mare, en el nom de la terra. ACVIc, Centre d'Arts Contemporànies, Vic.[6]